# Tsuga forrestii
Espèce
Statut de conservation UICN

 VU A2cd : Vulnérable
Le Pruche de Forrest[réf. souhaitée] (Tsuga forrestii) est un arbre appartenant au genre Tsuga à la famille des Pinaceae. On ne le trouve qu’en Chine dans les provinces du Sichuan et du Yunnan.
Elle tire son nom du botaniste écossais George Forrest (1873-1932) qui fit plusieurs voyages au Yunnan.